# Катастрофа (фильм, 1946)
«Катастрофа» (англ. Crack-Up) — фильм нуар режиссёра Ирвинга Рейса, вышедший на экраны в 1946 году.
В основу картины положен рассказ детективного писателя Фредрика Брауна «Праздник безумца». Как пишет журнал TimeOut, действие фильма происходит в нью-йоркском художественном музее и вокруг него, где лектора и эксперта по подделкам (Пэт О’Брайен) увольняют за содержание его лекций и за странности поведения — он утверждает, что попал в железнодорожную катастрофу, которой на самом деле не было. Решая очистить своё имя после выхода из тумана амнезии (на самом деле, железнодорожная катастрофа была иллюзией, возникшей в результате инъекции тиопентала натрия), он раскрывает сложный заговор по подмене копиями шедевров живописи, которые находятся во временной экспозиции музея.
Наряду с такими значимыми фильмами нуар, как «Лора» (1944), «Улица греха» (1945) и «Тёмный угол» (1946), в этом фильме тема произведений живописи и искусства используется для создания таинственной и даже зловещей атмосферы. Сыворотка правды как сюжетный момент используется также в таких фильмах нуар, как «Падший воробей» (1943), «Дом на 92-й улице» (1945) и «Целуй меня насмерть» (1955).

## Сюжет
Поздним вечером обезумевший мужчина пытается ворваться в здание Музея изобразительных искусств Манхэттана, разбивая витрину. На звук сигнализации прибегает полицейский, вступающий в драку с взломщиком, в результате чего падает и разбивается одна из античных статуй. На шум быстро спускаются члены совета музея, которые проводили заседание на втором этаже, среди них доктор Лоуэлл (Рэй Коллинз), Рейнолдс (Дин Хэренс), Стивенсон (Дэмиен О’Флинн) и директор музея Бартон (Эрскин Сэндфорд). Они узнают в нападавшем Джорджа Стила (Пэт О’Брайен), художественного критика и специалиста по подделкам, который работает в музее в качестве лектора, и простят полицию не выдвигать против него обвинения. Быстро осмотрев Джорджа, доктор Лоуэлл, предполагает, что Джордж либо пьян, либо странным образом болен.
Джорджа переносят в одну из комнат и укладывают на кушетку, после чего доктор Лоуэлл просит его рассказать, что с ним произошло. Джордж утверждает, что попал железнодорожную катастрофу, однако лейтенант Кокран (Уоллес Форд), проверив эту информацию, утверждает, что никаких катастроф в последнее время не было. Более того, по словам Кокрана, Джорджу грозит обвинение в том, что он разбил витрину и ударил полицейского. Доктор Лоуэлл просит дать ему возможность поговорить с Джорджем. Немного успокоившись, Джордж начинает вспоминать события дня…
Днём он читал в музее публичную лекцию об изобразительном искусстве, восхваляя работы старых мастеров и насмешливо, даже издевательски характеризуя картины модернистов и сюрреалистов, что вызывало положительную реакцию у подавляющей части слушателей и протесты со стороны единичных поклонников современного искусства. В конце лекции Джордж рассказал, что сегодня с помощью специального рентгеновского оборудования можно практически безошибочно отличить оригинал картины от копии, и пообещал продемонстрировать на следующей лекции метод определения фальшивок с помощью рентгеновских лучей на примере картины Дюрера «Поклонение волхвов». Несмотря на аплодисменты и благодарность слушателей, Рейнолдс критикует лекцию, а Бартон, несмотря на возражения Стивенсона, делает Джорджу замечание за то, что его лекции носят слишком популистский и скандальный характер. Кроме того, резкий протест Бартона вызывает обещание Джорджа продемонстрировать на следующей лекции метод определения подделок и отказывается предоставить ему для этого картину Дюрера.
Выйдя из кабинета Бартона, Джордж беседует со своей близкой подругой, журнальным критиком Терри Корделл (Клер Тревор), которая знакомит его с доктором Трейбиным (Герберт Маршалл), специально прибывшим из Великобритании художественным экспертом, который должен проследить за отправкой картин старых мастеров для экспонирования в британском музее. Доктор Трейбин говорит, что знает Джорджа как военного капитана, который занимался выявлением и разоблачением нацистских художественных подделок во время Второй мировой войны и некоторое время даже сотрудничал с ним.
Перед ужином, когда Джордж выпивает в баре вместе с Терри, его неожиданно вызывают к телефону. Ему сообщают о том, что его мать, которая живёт в другом городе, в тяжелом состоянии доставлена в больницу и просят срочно приехать. Джордж немедленно направляется на вокзал, покупает билет на ближайшую электричку и отправляется к матери. Среди прочих пассажиров в полупустом вагоне он видит мужчину, который вносит на руках сильно пьяного, и они садятся на соседний с ним ряд. Приблизительно через 40 минут пути, в 8:10 вечера Джордж видит огни встречного поезда, который надвигается на них, после чего происходит катастрофа. После этого Джордж помнит только, как очнулся на кушетке в музее. Его рассказ на этом заканчивается.
Тем временем Кокран успевает выяснить, что никакого билета на электричку в карманах Джорджа нет, его мать не попадала в больницу, и никто ему из больницы не звонил. Лоуэлл предполагает, что на состояние Джорджа могло оказать очень напряжённая работа в последние дни, а также его военный опыт. Выйдя с Кокраном в соседнюю комнату, Трейбин благодарит его за помощь и говорит, что никто из членов совета музея не знает истинной цели его визита. Далее, несмотря на опасения Кокрана относительно психического состояния Джорджа, Трейбин просит выпустить его на свободу и выделить ему двух людей для слежки за Джорджем. Когда Кокран возвращается к членам совета, Бартон, стремясь избежать скандала, умоляет детектива не задерживать Джорджа. Стивенсон также готов за него поручиться, а Лоуэлл добавляет, что с медицинской точки зрения Джорджу просто требуется отдых. В итоге Кокран соглашается не задерживать Джорджа, оставляя его под поручительство членов совета.
После ухода Кокрана Бартон увольняет Джорджа, ставя ему в вину как низкий уровень его лекций, на что уже обращали внимание члены совета, так и неадекватность его поведения. Вернувшись вместе с Терри и Трейбиным домой, Джордж обнаруживает, что его квартира перевёрнута вверх дном. Джордж сознаётся подруге, что не понимает, что происходит, и, видимо, такое его состояние вызвано послевоенным стрессом, на что Терри призывает его действовать. Выглянув в окно, Терри видит двух, следящих за домом Джорджа мужчин.
На следующий вечер Джордж встречается с Терри в кафе, сообщая ей, что за ним установлена слежка. Терри уговаривает его успокоиться, однако Джордж решает во всём разобраться сам. Обманув своего преследователя, Джордж сбегает через окно в туалете и отправляется на вокзал. Он садится в тот же самый поезд и на то же самое место, что и вчера, допрашивая кассира, торговцев и контролёра, не узнают ли они его, однако никто из них не может ничего вспомнить. Наконец, когда в 8:10 мимо его электрички проносится, светя фарами поезд, Джордж решает сойти с электрички. На станции Джордж выясняет у служащего, что вчера с этого поезда на станции сошли двое человек, которые вывели сильного пьяного мужчину, и предполагает, что этим мужчиной мог быть он сам. На станции за Джорджем кто-то тайно следит.
Джордж немедленно возвращается в город и направляется к своему другу Стивенсону, сообщая ему о том, что уверен, что вчера ехал на том поезде, и там что-то произошло, после чего двое парней вывели его на станции под видом пьяного. Джордж предполагает, что это событие каким-то образом связано с запретом на чтение лекций и соответственно с музеем, в котором что-то происходит, и он явно кому-то помешал. В свою очередь Стивенсон доверительно сообщает ему, что некоторое время назад во время транспортировки на корабле в результате взрыва пропала картина Гейнсборо. А недавно Бартон получил письмо от некого Монагью, в котором утверждалось, что взрыв не был несчастным случаем. Несмотря на позднее время, Джордж хочет немедленно проникнуть в музей, чтобы во всём разобраться, однако Стивенсон его останавливает, говоря, что его немедленно схватит полиция, и решает поехать в музей сам. Вскоре Стивенсон звонит ему из музея и сообщает, что там находится Бартон, и что там что-то происходит. Стивенсон просит Джорджа срочно приехать в музей и пройти через служебный вход в хранилище.
Проникнув в музейное хранилище, Джордж обнаруживает там тело убитого Стивенсона, который вскрыл ящики и, вероятно, пытался осмотреть картины, предназначенные к отправке на выставку. Джордж включает в хранилище свет и сам пытается изучить содержание ящиков, в этот момент по лестнице со второго этажа спускается Бартон. Увидев Джорджа, он вызывает полицию, которая немедленно приезжает, и Джорджу лишь в последний момент удаётся скрыться. Бартон говорит полицейским, что узнал Джорджа.
Джордж, которого уже повсюду разыскивают по подозрению в убийстве, тайно встречается с Терри в зале игральных автоматов. Он говорит ей, что, конечно не убивал Стивенсона, который помогал ему в расследовании. Далее он напоминает Терри о взрыве на корабле, плывшем в Англию, во время которого исчезла картина Гейнсборо, и что последнее место, где она экспонировалась в Америке, был их музей. Она говорит, что картина была застрахована и страховка выплачена. По словам Джорджа, тот взрыв не был несчастным случаем, и Стивенсон в музее что-то обнаружил и позвонил ему, и потому был убит. Неожиданно появляется Трейбин, и вместе с Терри пытается уговорить Джорджа пойти и рассказать обо всём полиции. Трейбин утверждает, что не может сейчас всего рассказать, но что если бы они работали вместе, это помогло бы делу. Однако Джордж не верит им и уходит.
Джордж находит Мэри (Мэри Уэйр), молодую секретаршу Бартона, убеждая её, что не убивал Стивенсона. Он просит помочь её в расследовании и, в частности, рассказать о Монагью. По словам Мери, это арт-дилер, который много лет ведёт дела с Бартоном, но его письма приходят на домашнюю почту директора, и она не в курсе характера их дел. Тогда он просит её организовать встречу с Бартоном, иначе угрожая рассказать, что Бартон присутствовал в музее в момент убийства Стивенсона. При встрече Бартон подтверждает предположение Джорджа, что пропавший Гейнсборо был подделкой, что доказала проведённая в Британии экспертиза сохранившихся кусочков картины. Джордж предполагает, что Стивенсон был убит, потому что обнаружил в хранилище подделку ещё какой-то картины, предназначенной для отправки за рубеж. На требование Джорджа пойти в музей и проверить приготовленные там к отправке картины на предмет подлинности, Бартон отвечает, что в настоящий момент не может этого сделать, так как один из попечителей музея, Рейнолдс, запугал его и приказал прибыть вечером на приём к нему в дом.
Джордж тайно пробирается по пожарной лестнице на второй этаж дома Рейнолдса и с улицы наблюдает за происходящим на приёме. Рейнолдс шутит с напуганным Бартоном по поводу того, что разбившаяся статуя тоже была подделкой. Тем временем Джордж слышит, как к телефону приглашают Трейбина, который вместе с Терри также прибыл на этот приём. Из разговора становится известно, что картина Дюрера, отправка которой должна была состояться две недели спустя, неожиданно перенесена на сегодняшний вечер. Трейбин предъявляет Бартону свои документы, и требует сообщить, на каком основании отправка картина Дюрера отправляется сегодня, однако испуганный Бартон ничего об этом не знает и что он давал своему секретарю Мэри чёткие инструкции отправить картину через две недели.
Трейбин и Терри немедленно отправляются в порт, чтобы успеть попасть на борт корабля, но ещё раньше в порту оказывается Джордж. Под видом грузчика он пробирается на борт корабля, заходит в грузовой отсек и замечает подозрительного мужчину, который проходит в отсек, где хранятся особо ценные грузы. Когда Джордж открывает дверь отсека, оттуда идёт густой дым. Начинается пожар, однако Джордж находит в огне ящик, предназначенный для отправки в английский музей, вынимает из него картину Дюрера, достаёт её из рамы и уносит с собой. Джордж бежит к выходу, однако человек, устроивший пожар, запирает отсек снаружи. Когда подоспевшие на сигнал о пожаре моряки открывают отсек, Джорджу удаётся незаметно выйти, минуя экипаж и полицию. Потушив пожар, моряки определяют, что картина была извлечена ещё до того, как её затронул пожар, после чего прибывший с ними Трейбин стремительно уходит. Кокран замечает Джорджа на борту и бросается за ним в погоню, но Трейбин останавливает его, говоря, что Джордж поможет им быстрее раскрыть это дело. Джордж по канату спускается с корабля и к нему на машине подъезжает Терри, помогая уйти от преследующей его полиции. По дороге она сообщает Джорджу, что Трейбин является экспертом Скотленд-Ярда, который был прислан специально, чтобы расследовать дело об исчезновении картины Гейнсборо. Тогда Джордж говорит, что он вынес с корабля картину Дюрера, и её срочно надо проверить на предмет подлинности.
Они направляются к Мэри, через которую договариваются провести экспертизу картины в лаборатории, оборудованной специальным рентгеновским оборудованием. Экспертиза показывает, что картина, которую принёс Джордж с корабля, является копией работы Дюрера. Пока Мэри на мгновение выходит, Джордж говорит, что гибель Стивенсона навела его на мысль, то в музее находится подделка. И если бы эта картина погибла в пожаре, все бы решили, что уничтожен оригинал, и никто бы не стал его искать. То же самое произошло и с Гейнсборо. Когда Джордж решает позвонить Кокрану и всё ему рассказать, в лабораторию вбегает Мэри, и говорит, что им немедленно надо уходить через служебный вход. На улице во дворе института странный звук на миг отвлекает Джорджа, после чего кто-то бьёт по голове, лишая сознания, а Мэри неожиданно достаёт пистолет и направляет его на Терри.
Они оказываются в доме доктора Лоуэлла, который заявляет, что обладает и картиной Гейнсборо, и картиной Дюрера, и ради этого убил Стивенсона, а Мэри работает на него. Он спрашивает у Терри, кто ещё знает о подмене оригинала картины Дюрера копией. Она отвечает, что об этом знает полиция, так как Джордж из лаборатории успел позвонить Кокрану и предупредить его в тот момент, когда Мэри вышла, чтобы доложить обо сём по телефону Лоуэллу. Лоуэелл решает проверить правдивость слов Терри, введя всё ещё не пришедшему в себя Джорджу сыворотку правды. Под наркотическим воздействием Джордж сообщает, что не успел позвонить в полицию. Убедившись, что он победил, Лоуэелл решает объяснить Терри мотивы своих действий, говоря, что им двигала одержимость завладеть этими картинами как чем-то недостижимым, что нельзя купить, и эти шедевры значат для него в жизни всё. А она и Джордж поставили реализацию его мечты под угрозу. Лоуэлл собирается застрелить Терри и затем убить Джорджа, таким образом, уничтожив по его мнению, всех тех, кто мог знать о его преступлениях. Лоуэлл ожидает несколько минут до момента, когда мимо дома пройдёт поезд, шум которого заглушит выстрелы. Когда со звуками поезда Лоуэлл уже собирается выстрелить в Джорджа, в помещение врываются Кокран и Требин, убивая Лоуэлла.
Джордж всё ещё пребывает в наркотическом кошмаре, представляя железнодорожную катастрофу, и Трейбин понимает, что в прошлый раз Лоуэлл также каким-то образом дал ему наркотик. Затем Кокран и Трейбин обращаются к Мэри, обещая облегчить её наказание за соучастие в преступлениях, если она покажет, где спрятаны картины. Она указывает на картину в раме над камином, внутри которой Трейбин находит оба пропавших холста. Трейбин говорит, что всё время, пока они были в доме Лоуэлла, он контролировал ситуацию, надеясь получить информацию, где тот спрятал украденные картины. Трейбин поясняет, что с самого начала знал о том, что в музее подменяют картины, но его задачей было найти оригиналы. И пока Джордж вёл своё расследование, за ним следили его агенты, и что расследование Джорджа в итоге помогло раскрыть преступление. Когда Джордж приходит в себя, Трейбин желает ему счастливой свадьбы.

## В ролях
- Пэт О’Брайен — Джордж Стил
- Клер Тревор — Терри Корделл
- Герберт Маршалл — Трэйбин
- Рэй Коллинз — доктор Лоуэлл
- Уоллес Форд — лейтенант Кокрейн
- Дин Харенс — Рейнолдс
- Дэмиен О’Флинн — Стивенсон
- Эрскин Сэнфорд — Бартон
- Мэри Уэйр — Мэри

В титрах не указаны
- Гарри Харви — «Папа» Моран, хранитель музея
- Томми Нунан — торговец конфетами
- Гертруда Астор — ворчащая жена в поезде

## Создатели фильма и исполнители главных ролей
Как отмечает критик Джек Арнольд, «присутствие в фильме Клер Тревор усиливает его нуаровое ощущение», так как она прямо перед этим сыграла в классических фильмах жанра «Это убийство, моя милочка» (1944) и «Джонни Эйнджел» (1945), а вскоре появится ещё в трёх не менее значимых нуарах — «Рождённый убивать» (1947), «Ки-Ларго» (1948) и «Грязная сделка» (1948). «Тревор была настоящей иконой фильма нуар и, что довольно необычно, играла в них как положительных героинь, так и роковых женщин».
В отличие от Тревор, «исполнитель главной роли Пэт О’Брайен является чем-то вроде аномалии для жанра фильм нуар, хотя в 1930-е годы он сыграл в протонуаровых криминальных драмах „Сан-Квентин“ (1937) и „Ангелы с грязными лицами“ (1938), а позднее сыграет прокурора в нуаровой судебной драме „Люди против О’Хары“ (1951)».
По мнению Арнольда, «„Катастрофа“ — это единственный нуар Ирвинга Рейса, и, наверное, лучший и самый известный его фильм. Следующий фильм, который он поставил, эксцентрическая романтическая комедия с участием Кэри Гранта, Мирны Лой и Ширли Темпл „Холостяк и девчонка“ (1947) был разворотом от „Катастрофы“ на 180 градусов». Другими памятными фильмами Рейса были нуаровая драма «Все мои сыновья» (1948) с участием Берта Ланкастера и Эдварда Робинсона и романтическая мелодрама «Очарование» (1948).

## Оценка критики

### Общая оценка фильма
Фильм получил неоднозначные, но преимущественно позитивные отзывы. Сразу после выхода картины на экраны обозреватель «Нью-Йорк таймс» Босли Кроутер воспринял её негативно, отметив, что «Катастрофа» — это не только название, но и очень точная критическая оценка этой новой мелодрамы студии RKO Pictures. Далее он отмечает, что «взрывная и многообещающая сцена экшна в самом начале фильма запускает в движение цепь событий, которые, без сомнения поставили в тупик и самих сценаристов, поскольку они оказываются не в состоянии дать какие-либо логические объяснения происходящему». С другой стороны, «Variety» назвал фильм «экшном, который движется на довольно быстрой скорости, и выполнен с хорошим качеством».
Позднее большинство критиков оценивало фильм положительно. Так, Крейг Батлер считает, что «хотя фильм и не дотягивает до классического», тем не менее это «очень хороший детективный триллер, который доставит желанное наслаждение тем поклонникам жанра, которые ищут что-либо за пределами исхоженных маршрутов», завершая свою оценку словами, что «возможно, этот фильм не вполне „верхнего эшелона“, но он полон саспенса и наслаждения». Арнольд считает, что «Катастрофа» является «великолепным, но не оценённым примером жанра фильм нуар», «обычными составляющими которого являются безумие, амнезия и порок». Оценив его как «скромный, но захватывающий маленький триллер», журнал «TimeOut» написал, что «немного интригуя своим взглядом на искусство, он превращается в триллер благодаря отличным актёрам второго плана и изящной нуаровой операторской работе Роберта де Грассе». Деннис Шварц также обращает внимание на то, что «фильм занимает популистскую позицию, продвигая „искусство для масс“ и негативно изображая сторонников элитарного искусства (художественных критиков и коллекционеров), которые предпочитают такие художественные стили, как Сюрреализм». Главный герой «рассматривает этот вид искусства как губительный и подрывной, и не столь прирученный, как классический стиль Гейнсборо». Своё мнение Шварц резюмирует словами: «Урок искусства бьёт мимо цели, но как триллер „Катастрофа“ находит верный путь».

### Характеристика работы режиссёра и творческой группы
Режиссура Рейса получила противоречивые отклики. Кроутер полагает, что Рейс как режиссёр не смог решить проблемы, стоящие перед фильмом, в частности, «если бы фильм был сыгран на головоломной скорости, то мог бы скрыть сюжетную неразбериху с помощью экшна». Однако, по словам рецензента, «Рейс выбрал постановку в темпе вальса, и это даёт вам время подумать о странности мотивировок, и когда вы об этом задумаетесь, вас переполнит ощущение неадекватности происходящего». Батлер напротив считает, что «Рейс, работа которого была часто неровной, на этот раз полностью владеет ситуацией, и, возможно, это его самая чёткая и крепкая работа», далее отмечая, что «Рейс превращает „Катастрофу“ в захватывающую маленькую гонку, что позволяет скрыть некоторые заметные трещины в сюжете и помочь зрителю принять некоторые надуманные повороты истории».
Батлер также указывает, что «Рейс в полной мере использует силу Де Грассе, и они вдвоём образуют грозную команду. Эпизод в железнодорожной катастрофой особенно ясно показывает, как хорошо они работают вместе». Далее он пишет, что хотя фильм «часто классифицируется как фильм нуар, он не полностью вписывается в эту категорию; он обычно помещается туда по причине исключительной работы оператора Роберта де Грассе. Его мастерское, контрастное освещение и неожиданные ракурсы крепко связаны с нуаром, и его атмосферическая работа необычна и оригинальна на всём протяжении фильма». Шварц также указывает на нуаровый характер операторской работы, отмечая что «призрачная съёмка Де Грассе выполнена в стильных контрастных тенях, придавая фильму жуткое ощущение».

### Характеристика актёрской игры
Кроутер негативно оценил игру Пэта О’Брайена, говоря, что он «проходит по картине с до того рассеянным выражением лица, что нельзя быть уверенным в том, не повредили ли ему мозг на самом деле». Одновременно он считает, что Клер Тревор, Герберт Маршалл, Рэй Коллинз и Эрскин Сэндфорд «демонстрируют компетентную игру, и загадкой остаётся то, как им удалось отыграть в картине, безнадежно в ней не запутавшись».
Шварц придерживается мнения, что «О’Брайен убедителен в качестве тупоумного ничего не подозревающего американца», а Батлер отмечает, что «актёрский состав является большим достоянием картины, от Пэта О’Брайена, обычного человека, подставленного в качестве жертвы, до преданной девушки в исполнении Тревор и подозрительного Трэйбина в исполнении Херберта Маршалла».